# New York Americans
New York Americans fue un equipo profesional de hockey sobre hielo situado en la ciudad de Nueva York, Estado de Nueva York (Estados Unidos), que existió desde 1925 hasta 1942.
El equipo fue la primera franquicia neoyorquina en la National Hockey League, que comenzó a jugar en la temporada 1925/26 ocupando la plaza de Hamilton Tigers. Sin embargo, pronto se vio eclipsado en títulos y masa de aficionados por el otro club de la ciudad que se creó un año después, New York Rangers. En toda su historia, la franquicia nunca ganó la Stanley Cup.
Después de un traslado a Brooklyn en 1941 para convertirse en Brooklyn Americans, el equipo desapareció al término de la temporada 1941/42 por dificultades económicas y los avatares de la Segunda Guerra Mundial, que habían dejado a la plantilla sin jugadores suficientes. Con su marcha la NHL se quedó sólo con seis equipos, iniciando una era conocida como Original Six que perduró hasta la campaña 1967/68.

## Historia

### Creación de New York Americans

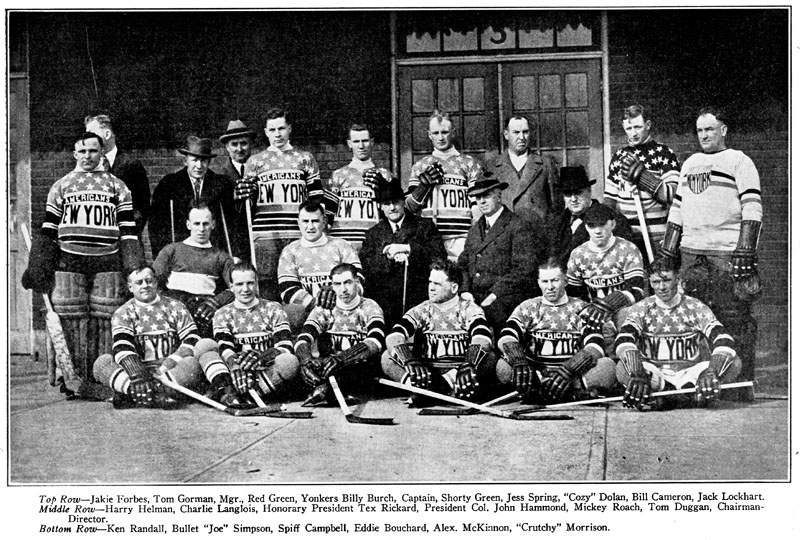
Primera plantilla de New York Americans en 1925/26.

Durante varios años, la ciudad de Nueva York se interesó en albergar un equipo de hockey sobre hielo que participara en la National Hockey League. En 1923 el empresario deportivo Thomas Duggan presentó su candidatura para conseguir una de las tres franquicias de expansión para Estados Unidos, y se comprometió con Tex Rickard, propietario del futuro estadio Madison Square Garden, para establecer su equipo en Nueva York. Duggan consiguió la plaza, pero las obras para el estadio neoyorquino se habían demorado, por lo que vendió su plaza al emprendedor Charles Adams, que fundó Boston Bruins en 1924.
En la temporada 1924/25 Hamilton Tigers, una de las franquicias participantes, fue expulsada de la liga después de que sus jugadores fueran a la huelga para pedir salarios más altos. Esta circunstancia fue aprovechada por Nueva York para conseguir su lugar en el torneo. Bill Dwyer, uno de los contrabandistas de alcohol más conocidos en la ciudad durante la Ley Seca, compró los derechos de todos los jugadores de Hamilton por 75.000 dólares y se llevó la franquicia al Madison Square Garden, inaugurado en 1925. El nuevo equipo cubrió el hueco de Hamilton aunque la NHL no lo consideró como un traslado, y recibió el nombre de New York Americans.

### Temporadas en la NHL
New York Americans debutó en la temporada 1925/26 con un récord negativo de 12 victorias, 22 derrotas y 4 empates, pero la asistencia al Madison Square Garden fue una de las más altas de todos los equipos de la NHL. Esto hizo que Tex Richard, propietario del estadio, presentara una oferta a la liga de hockey para controlar una segunda franquicia. Aunque los propietarios de New York Americans estaban en contra, se vieron obligados a apoyar la candidatura por una cláusula en el alquiler del recinto deportivo. De este modo nació New York Rangers, que rompió la hegemonía de los Americans en Nueva York.
En la temporada 1927/28 New York Rangers ganó la Stanley Cup y se convirtió en el equipo con más aficionados del Madison Square Garden, lo que relegó a Americans a un segundo plano. La franquicia contaba con una desventaja deportiva al partir en la División Canadiense, lo que le obligaba a jugar contra los equipos más fuertes (Toronto Maple Leafs, Montreal Canadiens y Ottawa Senators) en largos desplazamientos a Canadá. Su situación mejoró en 1928/29 al clasificarse por primera vez para playoff, gracias a la contratación de estrellas del hockey como Roy Worters, primer portero que ganó el Trofeo Hart. Sin embargo, el club no consiguió llegar a la final del campeonato.
Al club le afectó la Gran Depresión, y durante los años 1930 acumuló una importante deuda. Además se vio muy perjudicado por el final de la Ley Seca, ya que su propietario Bill Dwyer hizo fortuna en esa época con el contrabando de bebdas alcohólicas. Dwyer puso el equipo a la venta en la temporada 1935/36, segunda ocasión en la que Nueva York alcanzó los playoff, pero al no encontrar un comprador pasó a manos de la NHL en 1936. El excapitán de los Americans y ejecutivo de la liga, Red Dutton, tomó el control un año después.
Con Dutton al frente, Americans se clasificó para la fase final en la temporada 1937/38 con una plantilla formada por jugadores veteranos y descartes de otros clubes. Ya en playoff llegó hasta semifinales, donde cayó frente a Chicago Black Hawks. La franquicia volvió a meterse en las fases por el campeonato en las dos siguientes temporadas.

### Desaparición de la franquicia
Tras el estallido de la Segunda Guerra Mundial Canadá entró en el conflicto, por lo que muchos jugadores de hockey canadienses se alistaron en el Ejército o cumplieron el servicio militar. Esto mermó la plantilla de New York Americans, que firmó en la temporada 1940/41 el peor récord de su historia: 8 victorias, 29 derrotas y 11 empates (8-29-11). Por otra parte, Red Dutton no podía hacer frente a la importante deuda acumulada durante el tiempo que Dwyer fue el propietario, y la larga duración del conflicto bélico agravó su difícil situación.
En 1941/42, su última temporada, Dutton cambió el nombre del club a Brooklyn Americans con la intención de jugar en el distrito de Brooklyn. Sin embargo, la falta de un recinto deportivo adecuado en esa zona le obligó a seguir jugando en el Madison Square Garden de Manhattan. Con muchas dificultades y la venta de sus jugadores más potentes, el club terminó en última posición con 16-29-3. En 1942 el equipo se retiró de la NHL y esperaba regresar cuando la Guerra Mundial concluyera. Sin embargo, en 1946 la liga mantuvo una estructura de seis participantes -Original Six- y disolvió la franquicia.
El último jugador en activo que formó parte de la franquicia fue Ken Mosdell, retirado en 1959. El área metropolitana de Nueva York no contó con una segunda franquicia en la NHL hasta la creación de New York Islanders en el Condado de Nassau, en 1972.

## Escudo y equipación

Reproducción del clásico escudo de New York Americans.

El nombre New York Americans es una referencia al carácter estadounidense del equipo en un deporte con predominio de jugadores canadienses, ya que la palabra American suele usarse en idioma inglés para referirse a un estadounidense. Está inspirado en otro de los clubes más importantes de la ciudad, los New York Yankees de las Grandes Ligas de Béisbol.
Por su parte, los colores de la equipación son el rojo, azul y blanco, inspirados en la bandera de Estados Unidos. El jersey alternaba el escudo del equipo con las barras y estrellas de la enseña nacional del país, y se usó bajo las dos denominaciones que tuvo el equipo en toda su historia. La segunda equipación era un jersey blanco con la letra A en rojo.

## Jugadores

### Capitanes
- Billy Burch (1925–32)
- Red Dutton (1932–36)
- Sweeney Schriner (1936–39)
- Charlie Conacher (1939–41)
- Tommy Anderson (1941–42)

## Palmarés individual
Máximo goleador
- Sweeney Schriner (1935/36, 1936/37)

Trofeo Calder (mejor novato)
- Sweeney Schriner (1934/35)

Trofeo Hart (al MVP en temporada regular)
- Roy Worters (1928/29)
- Tommy Anderson (1941/42)

Trofeo Lady Byng (a la deportividad)
- Billy Burch (1926/27)

Trofeo Vezina (mejor portero)
- Roy Worters (1930/31)